# Песчаная (бухта, Японское море)
Песча́ная — бухта в Приморском крае России, на северо-западе Амурского залива, в акватории Японского моря.
Бухта расположена между северным побережьем полуострова Песчаный и материковым побережьем. Морфометрические характеристики приведены, принимая входными мысами в бухту — мыс Атласова на севере и мыс Чихачёва на юге, на полуострове Песчаный. Ширина на входе — 3,4 км. Максимальная глубина на входе в бухту около 6 м, к центральной части убывает до 2 м.
Название, по всей вероятности, связано с преобладающими песчаными грунтами на дне, которые откладываются впадающей в бухту сравнительно крупной рекой Амба.